# TACAM T-60
De TACAM T-60 of Tun Anticar pe Afet Mobil T-60 (Nederlands: Zelfrijdend kanon op een T-60 mobiel onderstel), was een Roemeense tankjager uit de Tweede Wereldoorlog, in gebruik van 1943 tot 1944. Het voertuig was een conversie van buitgemaakte Sovjet T-60 tanks.

## Voorgeschiedenis
Tijdens de aanval op Rusland in 1941 realiseerden de Roemenen dat ze gebrek hadden aan effectieve antitankwapens. Omdat Duitsland zijn eigen materieel zelf hard nodig had, waren de Duitsers niet in staat om de Roemenen ook te voorzien van het benodigde materieel. Tijdens de gehele oorlog zijn er enkel verschillende Pz.Kpfw. III en IV geleverd en enkele andere voertuigen. Maarschalk Antonescu was van mening dat er een lokale productie opgezet moest worden van een tank welke vergelijkbaar zou kunnen zijn met de Russische T-34 middelzware tank. De Roemeense industrie had daar niet genoeg capaciteit voor en daarnaast was er een gebrek aan grondstoffen. Aan het einde van 1942 was er echter wel genoeg oorlogsbuit, waaronder 175 tanks en 154 stuks artilleriegeschut. Met dit materieel tot zijn beschikking werd luitenant-kolonel Constantin Ghiulai bevolen om een zelfrijdend antitankkanon te ontwikkelen.

## Ontwerp
Als chassis koos hij de Sovjet T-60 lichte tank. Deze koos hij omdat hij vond dat de T-60 betrouwbaar en snel was. Daarnaast bood de T-60 een ideaal kanonplatform. Er zat een GAZ 202 motor in, een Dodge-Derretto-Fargo F.H.2 gebouwd onder licentie. Er werd voor deze motor gekozen, omdat er genoeg reserveonderdelen beschikbaar waren. Er werd een nieuwe verbeterde bescherming over de motor gemonteerd en de koeling werd verbeterd. Voor het kanon werd er gekozen voor een Sovjet 76,2mm F-22 veldkanon, model 1939. Van dit model waren 38 stuks beschikpaar in het wapendepot in Targoviste. De kazemat waarin het kanon was geplaatst was gemaakt van 15mm dik pantserstaal, afkomstig van buitgemaakte tanks, vooral van de BT-7. Het kanon had een maximale traverse van 32° en een elevatie/domping van +8 tot -5 graden. In totaal konden er 44 granaten meegenomen worden; deze werden deels opgeslagen in de vier buitenste opslagboxen. In de romp was een ZB-53 7.92mm machinegeweer gemonteerd. Het pantser van de romp werd verdikt tot 25-35mm. Het kanon was niet ontworpen als antitankkanon, maar de mondingssnelheid was indrukwekkend. HE granaten hadden genoeg kracht om serieuze schade toe te brengen bij een T-34 en konden met gemak een lichter voertuig vernietigen. Uiteindelijk had het voertuig een gewicht van negen ton en een bemanning van drie personen. Een ander voertuig dat onder deze omstandigheden door Constantin Ghiulai werd ontworpen, was de TACAM R-2.

## Operationele geschiedenis
Toen het project werd geaccepteerd, werden 23 T-60’s naar de Leonida-fabriek in Boekarest gezonden. Op 12 januari 1943 was het prototype uitontwikkeld en elf stuks werden verzonden om geconverteerd te worden. Aan het einde van juni werden de eerste 17 voertuigen overgebracht naar het gemechaniseerde trainingscentrum en naar het 1e Tank Regiment voor tests en training. De andere 17 werden geassembleerd in de laatste maanden van 1943. Uiteindelijk werden 16 TACAM’s overgebracht naar het 1e Tank Regiment en vormden de 61e Tankjager Compagnie en 18 stuks werden overgebracht naar het 2de Tank Regiment waar ze de 62e Tankjager Compagnie vormden. Ze zagen actie aan het Bessarabische en Moldavische front in februari 1944. Op 34 februari werd de Cantemir Pantsergroep gevormd om Noord-Transnistrië te verdedigen, met een batterij van veertien TACAM T-60’s (Boedapest offensief). Na een succesvolle vertraging van de vijandelijke troepen, werden ze ingezet bij een nieuwe verdedigingslinie om het Sovjet Jassy-Kishniev offensief tegen te houden. Verliezen zijn onbekend. De Sovjets namen de overgebleven TACAM T-60’s in beslag in oktober 1944, na de wapenstilstand. Er zijn geen overlevende exemplaren bekend. Waarschijnlijk zijn zij direct gesloopt door de Sovjets, omdat ze verouderd waren.